# Arno Veyrat
Arno Veyrat ist ein französischer Lichtdesigner.

## Leben
Veyrat ist seit Mitte der 1990er Jahre als Beleuchter und Lichtdesigner für Theater, Tanz und Musik, für Events und im Bereich der bildenden Künste tätig. 
Er arbeitete mit berühmten Compagnien und Künstlern, wie L’Illustre Famille Burattini, Heddy Maalem (für Dommage pour Hank, Trois vues sur la douce paresse und Bal perdu), Bruno Abraham-Kremer (für Le Golem, Monsieur Ibrahim und die Blumen des Koran, Comme la vie est belle pourtant und L’Amérique), Stéphanie Aubin (für Les Étonnistes) und Jean Michel Bruyère (für Radix und Restez chez vous). 
Nachdem Aurélien Bory im Jahr 2011 die Compagnie 111 gegründet hatte, war Veyrat als Lichtdesigner, Beleuchter und Produktionsleiter an allen Arbeiten beteiligt, darunter an Plan B (2003), Taoub (2004), Plus ou moins l’infini (2005), Les sept planches de la ruse (2007), Questcequetudeviens? (2008), Sans objet (2009), Géométrie de caoutchouc (2011) und Azimut mit Akrobaten aus Tanger (2013). Die Produktion Sans objet zum Thema Maschine gegen Mensch wurde 2013 bei den Salzburger Festspielen vorgestellt.